# Gens Vetúria
La gens Vetúria també anomenada Vetúsia (llatí: Veturia o llatí: Vetusia) va ser una gens romana patrícia i plebea.
La branca patrícia era de gran antiguitat; el primer membre conegut va ser Mamuri Veturi (nom que es tradueix per "vella memòria" i que seria un personatge imaginari), que va viure en temps de Numa Pompili. Era d'origen sabí i pertanyia a la tribu dels títies. Els Veturi són mencionats amb freqüència durant la república i Publi Veturi Gemí Cicurí va ser cònsol l'any 499 aC. Cap a la part final de la república se'ls menciona poc i després del 206 aC, any en què va ser cònsol Luci Veturi Filó, el seu nom no torna a aparèixer als Fasti. Van usar els cognoms Calví, Cras Cicurí, Gemí Cicurí i Filó.